# سپهری (سرده)
سپهری (نام علمی: Mulgedium) نام یک سرده از تیره کاسنیان است.